# Hérilo
Hérilo (en griego antiguo: Ἥριλλος Hérilos; siglo III a. C.) de Calcedonia (o Cartago ), fue un filósofo estoico y alumno de Zenón de Citio.

## Filosofía
Hérilo difería significativamente de las enseñanzas de Zenón y sostenía que el conocimiento (ἑπιστήμη) era la meta (τέλος) de la vida:
Hérilo decía que el bien principal era el conocimiento; es decir, comportarse siempre de manera que todo se remita al principio de vivir según el conocimiento, y no dejarse engañar por la ignorancia. 
Dijo que también había un segundo objetivo subordinado (ὑποτελής, hipoteles). Este objetivo subordinado estaba relacionado con el término estoico oikeiôsis (οἰκείωσις): el impulso primario de los seres vivos. Afirmó que incluso las personas que no eran sabias apuntaban al objetivo subordinado, pero sólo las personas sabias apuntaban al objetivo principal. Cicerón acusó a Hérilo de sugerir que había dos objetivos distintos en la vida:
Porque tendremos que adoptar dos planes diferentes de conducta en la vida: porque él distingue que hay dos bienes principales desconectados entre sí; pero si fueran bienes reales, deberían estar unidos; pero actualmente están separados, de modo que nunca podrán unirse. 
Hérilo también consideraba que los aspectos prácticos de la vida cotidiana, aunque necesarios, no tenían valor ético, porque no contribuían al bien supremo, y por esta razón Cicerón lo asocia frecuentemente con la filosofía bastante diferente de Aristón de Quíos.

## Escritos
Se dice que Hérilo escribió las siguientes obras: 
- Περὶ ἀσκήσεως – Sobre el entrenamiento
- Περὶ παθῶν – Sobre las pasiones
- Περὶ ὐπολήψεως – Sobre los juicios
- Νομοθέτης – El Legislador
- Μαιευτικός – Mayéutica
- Άντιφέρων – El Adversario
- Διδάσκαλος – El Maestro
- Διασκευάζων – El Preparador
- Εὐθύνων – El Corrector
- Ἑρμῆς – Hermes
- Μήδεια – Medea
- Θέσεων ἠθικῶν – Teorías Éticas
- Algunos diálogos